# Église Saint-Paul de San Francisco
Pour les articles homonymes, voir Église Saint-Paul.
St. Paul’s Catholic Church, ou Parroquia de San Pablo est une paroisse catholique de l’archidiocèse de San Francisco. La paroisse est située dans la ville de San Francisco, en Californie, dans le quartier de Noe Valley.

## Histoire

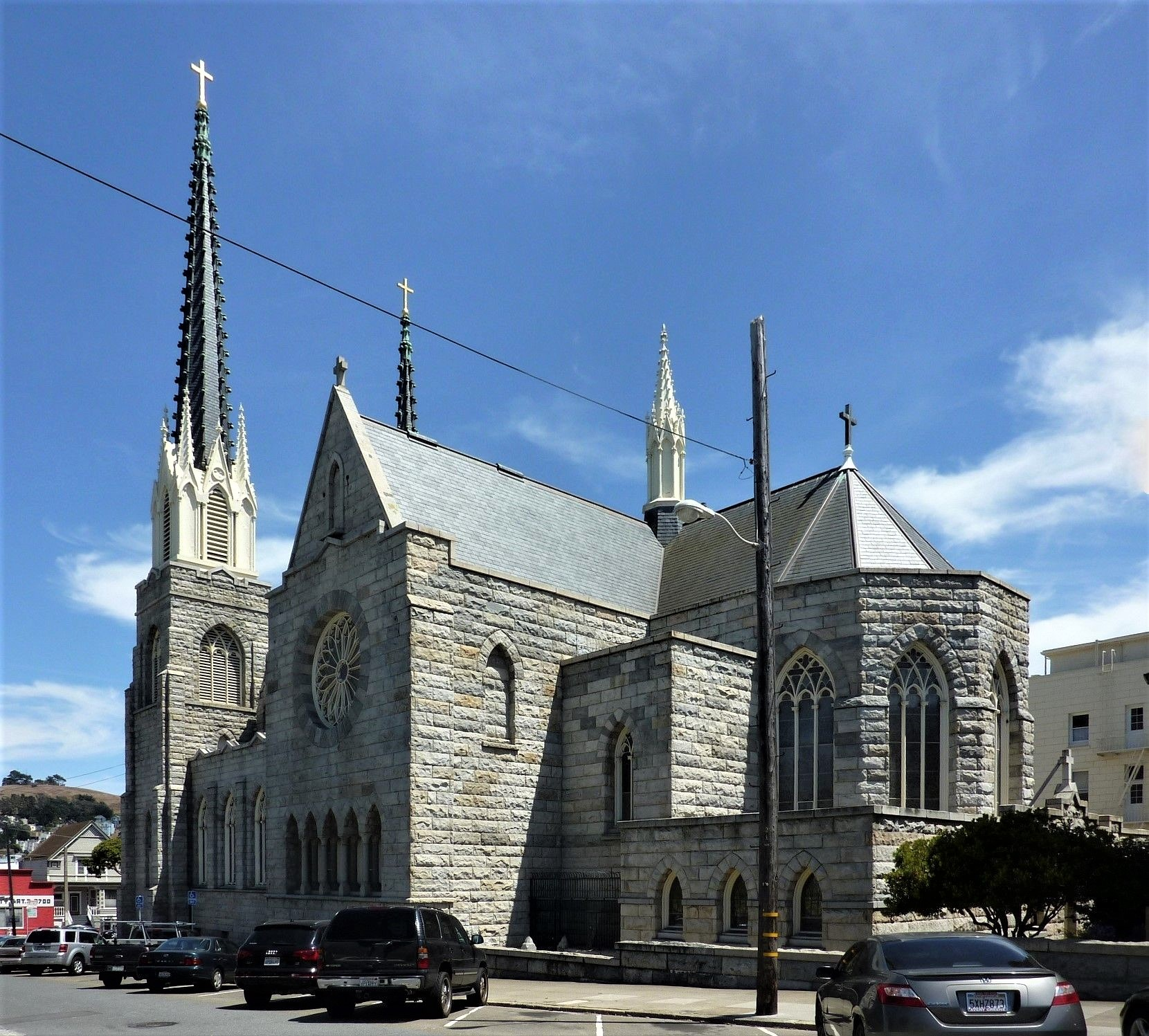
Église Saint-Paul de San Francisco

L’histoire de St. Paul’s remonte à 1876 quand George Shadbourne communique le désir de l’archevêque, Mgr Joseph Sadoc Alemany (en), d'ériger une nouvelle paroisse, ainsi que de la volonté d’aider à recueillir des fonds, acheter des terres, et de construire une église paroissiale. Mgr Alemany a approuvé la demande, et en 1880 une église et un presbytère pour le curé ont été construits. Cette première église, qui peut accueillir jusqu’à 750 personnes est fréquentée par environ deux cents familles. En 1897, la croissance a conduit la paroisse à commencer la construction de l’actuel édifice de 1 400 places. La structure est de style négothique anglais. La construction a pris quatorze ans à cause de la répartition du financement du nouveau bâtiment - l'avantage étant que la paroisse n’était pas endettée après la construction de l’église… La nouvelle église a été consacrée le 29 mai 1911, par Mgr Patrick Riordan. 
En raison du tremblement de terre de Loma Prieta en 1989, le renforcement sismique des bâtiments a commencé à être nécessaire. À un moment, l’archidiocèse a sérieusement envisagé la fermeture de Saint-Paul en raison du coût potentiel du renforcement de l’église et des bâtiments adjacents, mais plus tard, l’archidiocèse a infirmé cette décision. La paroisse a vendu quelques-uns des bâtiments adjacents, et renforcé les autres bâtiments - pour un coût d’environ 8,5 millions de dollars. 
En 1992, la paroisse est devenue le site de tournage du film de comédie Sister Act. Bien que la paroisse se trouve en fait dans un quartier de classe moyenne, Noe Valley, la zone environnante a été arrangée dans le film pour la faire apparaître beaucoup plus pauvre qu’elle ne l’est réellement.

## Source
- (en) Cet article est partiellement ou en totalité issu de l’article de Wikipédia en anglais intitulé « St. Paul's Catholic Church (San Francisco) » (voir la liste des auteurs).